# David Registe
David Registe (ur. 2 maja 1988 w Roseau) – dominicki lekkoatleta specjalizujący się w skoku w dal. Do połowy 2011 roku reprezentował Stany Zjednoczone.
W 2011 zdobył srebrny medal igrzysk panamerykańskich w Guadalajarze. W 2014 triumfował podczas igrzysk Ameryki Środkowej i Karaibów.
Rekordy życiowe: stadion – 8,06 (16 sierpnia 2014, Meksyk) rekord Dominiki / 8,29w (18 kwietnia 2015, Azusa).

## Osiągnięcia
| Rok  | Impreza                                  | Miejsce     | Lokata            | Wynik (m) | Przypis |
| ---- | ---------------------------------------- | ----------- | ----------------- | --------- | ------- |
| 2011 | Mistrzostwa Ameryki Środkowej i Karaibów | Mayagüez    | 6. miejsce        | 7,38      |         |
| 2011 | Igrzyska panamerykańskie                 | Guadalajara | 2. miejsce        | 7,89      |         |
| 2014 | Igrzyska Wspólnoty Narodów               | Glasgow     | 10. miejsce       | 7,52      | [ 1 ]   |
| 2014 | Igrzyska Wspólnoty Narodów               | Glasgow     | 5. miejsce        | 7,70      | [ 1 ]   |
| 2014 | Igrzyska Ameryki Środkowej i Karaibów    | Xalapa      | 1. miejsce        | 7,79      |         |
| 2015 | Igrzyska panamerykańskie                 | Toronto     | el. – 17. miejsce | 7,02w     |         |